# Compagnia autocarrata tedesca
La Compagnia autocarrata tedesca (in tedesco Deutsche Motorisierte Kompanie) fu una piccola unità militare straniera formata dagli italiani durante la campagna dell'Africa Orientale nella Seconda guerra mondiale.

## Storia

Volontario con l'uniforme della Compagnia autocarrata tedesca.

Allo scoppio della Seconda guerra mondiale, le navi mercantili tedesche di passaggio nel Mar Rosso e nell'Oceano Indiano furono costrette a rifugiarsi nei porti di Assab, Chisimaio e Massaua dell'Africa Orientale Italiana, per sfuggire ai britannici che avevano il controllo totale di quei mari. Circa 150 tedeschi, fuggiti dal Kenya e dal Tanganica britannici, erano giunti nell'Africa Orientale Italiana a bordo del piroscafo italiano Piave. Essendo il Regno d'Italia ancora neutrale, le autorità italiane bloccarono le navi ed internarono il personale ed i passeggeri tedeschi. Con l'entrata in guerra dell'Italia a fianco della Germania nazista il 10 giugno 1940, la situazione cambiò.
Il console tedesco ad Addis Abeba autorizzò l'arruolamento dei marittimi tedeschi con esperienza militare nella Regia Marina: il rimorchiatore tedesco Kionga da 193 tonnellate, dopo aver riparato a Chisimaio, fu incorporato nella flotta del Mar Rosso.
Il 2 luglio ad Asmara fu costituito invece un reparto di fanteria, la Compagnia autocarrata tedesca, unica unità germanica in seno al Regio Esercito. Qui iniziò l'addestramento poiché la maggior parte dei volontari aveva poca o nessuna formazione militare. Il 3 ottobre il Ministero della Guerra definì le norme per l'arruolamento di stranieri nelle forze armate italiane, in unità possibilmente miste, con lo stesso trattamento economico dei nazionali e possibilità di confermare il grado rivestito nelle forze armate di provenienza.
Dopo la fase di addestramento, i tedeschi giurarono fedeltà al Re d'Italia. La stazione radio italiana della capitale Addis Abeba seguiva con molta attenzione le notizie sulla Compagnia autocarrata tedesca, in quanto l'esistenza di questa unità era di grande valore per la propaganda italiana. La compagnia venne omaggiata di un gagliardetto speciale dal tenente generale Luigi Frusci, il governatore italiano dell'Eritrea. Tale simbolo visualizzava la bandiera italiana da un lato e la bandiera tedesca sul lato opposto. Il puntale dell'asta era costituito da un fascio littorio ed una svastica in ottone.
A metà ottobre 1940 la Compagnia autocarrata tedesca, inserita in un battaglione motorizzato italiano, entrò per la prima volta in azione al confine tra l'Eritrea e il Sudan, occupando all'inizio di novembre la città di Kassala. Dopo aver difeso la città dalle incursioni britanniche, il 22 gennaio 1941 i reparti del Regio Esercito abbandonarono Kassala e la Compagnia autocarrata tedesca servì da retroguardia ai reparti in ritirata verso Asmara.
Il 27 gennaio 1941 da Roma partirono alla volta della colonia un tenente, un sottotenente, un maresciallo e tre sottufficiali. Questi andarono a formare i quadri del personale presente in colonia, costituito dal tenente Gustav Hamel (ufficiale della riserva reduce della Grande Guerra), 5 sottufficiali e 133 volontari. La compagnia era organizzata su due plotoni di fucilieri ed uno di mitragliatrici.
I tedeschi furono attivi a Agordat e durante la battaglia di Cheren; fornì poi copertura durante la ritirata da Cheren ad Asmara, lasciando sul terreno in tutto 39 uomini. Una ventina di uomini del gruppo sopravvisse alla perdita dell'Eritrea; questo piccolo gruppo di uomini era con Amedeo di Savoia, duca d'Aosta, all'Amba Alagi durante una delle fasi finali della Campagna dell'Africa Orientale. Gli altri superstiti, giunti al porto di Massaua, ricevettero l'ordine di imbarcarsi su navi mercantili tedesche per cercare di forzare il blocco e rientrare in patria o in porti neutrali, in modo da scampare alla cattura.
Secondo il comandante Schmidt, alcuni volontari tedeschi riuscirono ad imbarcarsi su quattro sommergibili italiani ed a raggiungere in tal modo la base BETASOM a Bordeaux.

## Uniforme ed equipaggiamento

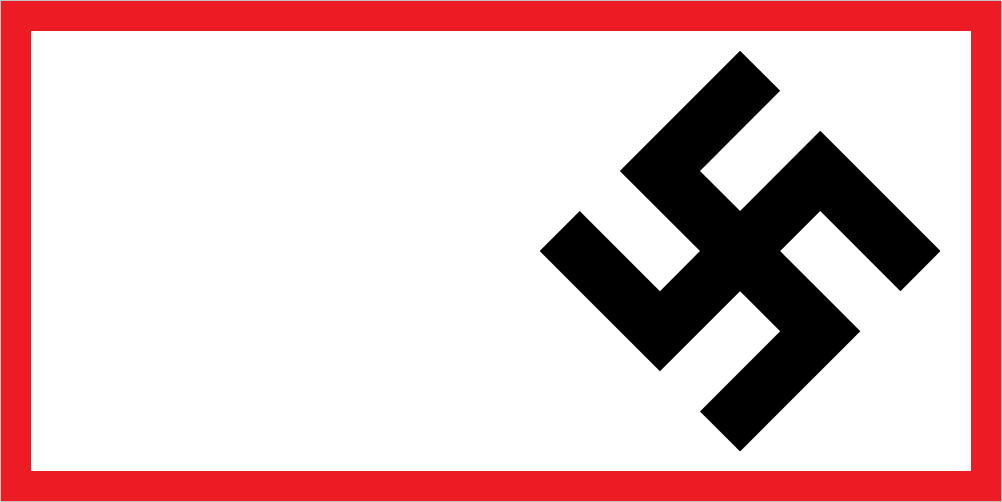
Mostrina della Compagnia Autocarrata Tedesca del Regio Esercito italiano

L'uniforme era quella coloniale italiana in tela cachi. Sulle mostrine, bianche filettate di rosso, compariva una svastica al posto delle stellette militari italiane. La svastica era ripetuta sul fregio del casco coloniale, della bustina e sulla fascia rossa da braccio (sinistro).
L'armamento della truppa era quello standard della fanteria italiana. Il plotone mitragliatrici, su tre squadre, era equipaggiato con tre Schwarzlose MG M.07/12.
Oltre ad essere autocarrata, l'unità includeva alcuni improvvisati autoblindo.

## Comandanti
- Oberleutnant Gustav Hamel (2 luglio 1940 - gennaio 1941)
- Leutnant Heinz Werner Schmidt (gennaio 1941 - 18 maggio 1941)

## Ordine di battaglia
- comando compagnia
- plotone fucilieri
  - 2 squadre fucilieri
- plotone fucilieri
  - 2 squadre fucilieri
- plotone mitragliatrici
  - 3 squadre